# Borgne
Die Borgne ist ein etwa 30 Kilometer langer Fluss im Kanton Wallis, der durch den Zusammenfluss von Borgne de Ferpècle und Borgne d’Arolla bei Les Haudères entsteht.
Ihre Quellflüsse, die mehrere Gletscher zwischen Dent Blanche (4357 m) und Pigne d’Arolla entwässern, heissen Borgne de Ferpècle (von Ferpècle) und Borgne d’Arolla (von Arolla). Ihr Zusammenfluss liegt bei dem Dorf Les Haudères. Die Borgne fliesst zuerst durch ein Hochtal und danach durch die tiefen Schluchten des Val d’Hérens und mündet schliesslich in der Nähe von Sion in die Rhone. Der Fluss wird aber bereits in ihren Oberläufen zum Lac des Dix abgeleitet. Die Wasserqualität des Flusses ist leicht verschmutzt. Der Fluss kann im Frühjahr zur Zeit der Schneeschmelze (Mai–Juni) oder an heissen Sommertagen mit dem Kanu befahren werden. Wichtigster Zufluss ist die Dixence, die vom Lac des Dix kommt.

## Bilder

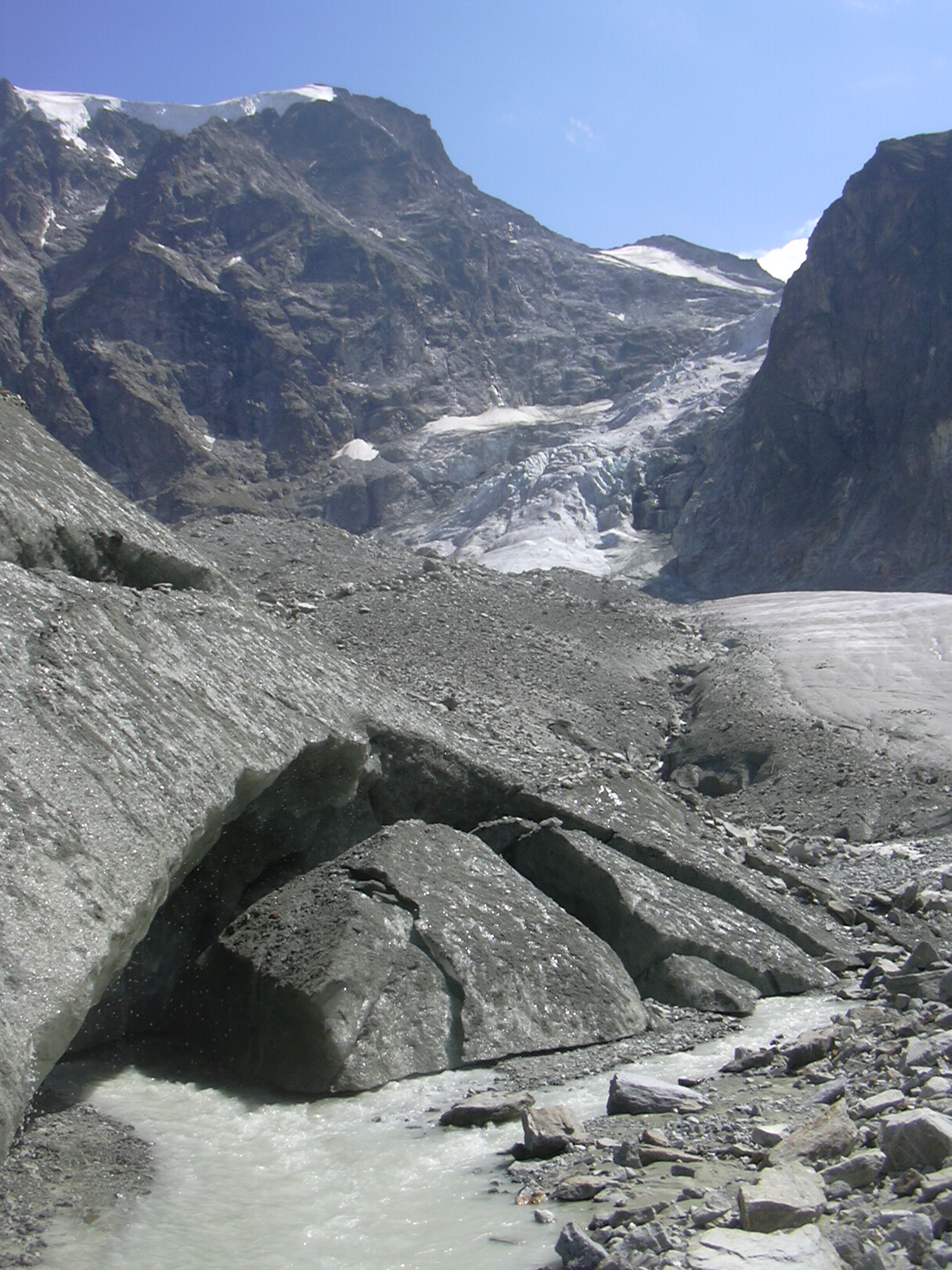
Quelle der Borgne d’Arolla
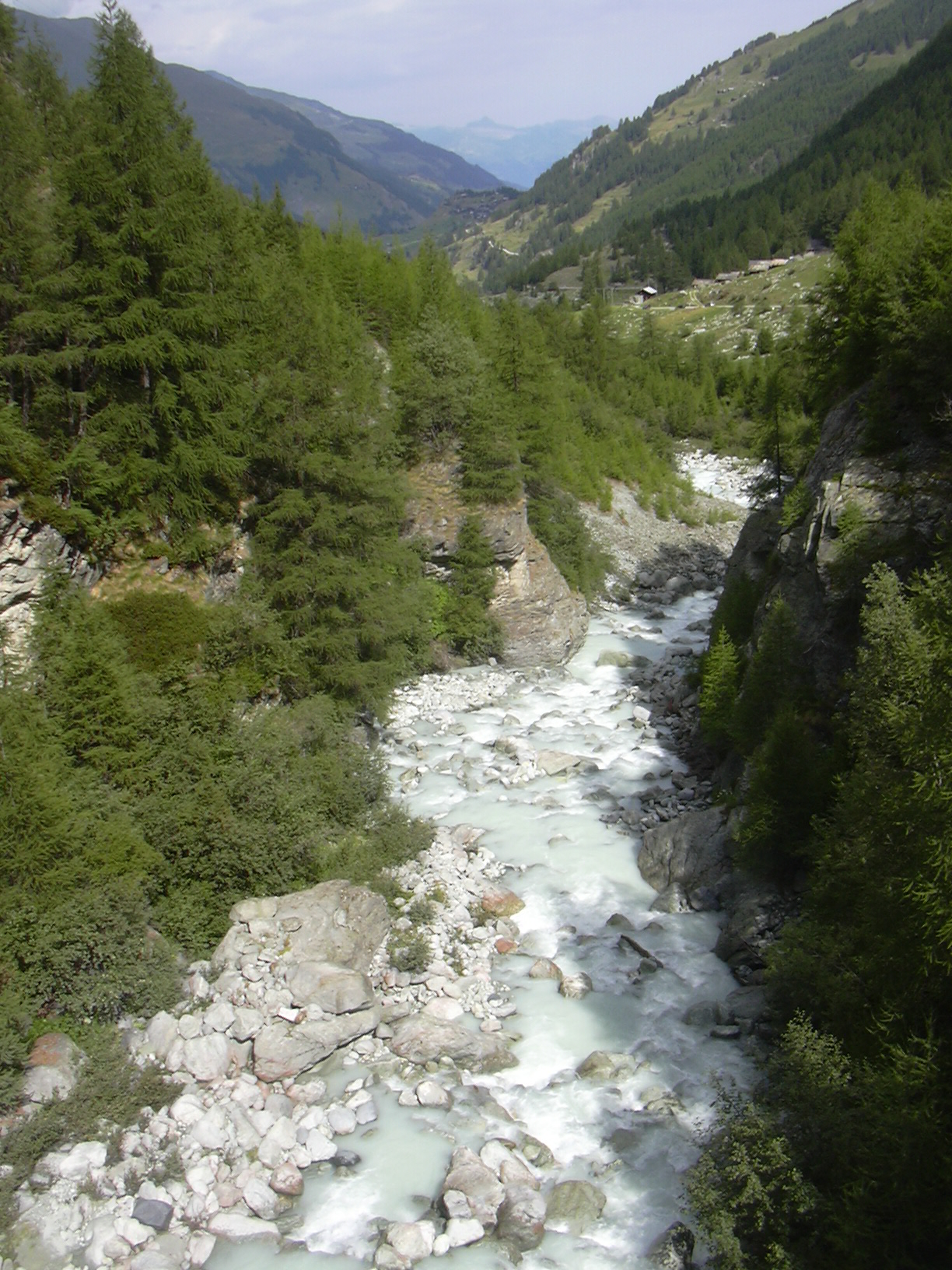
Borgne de Ferpècle
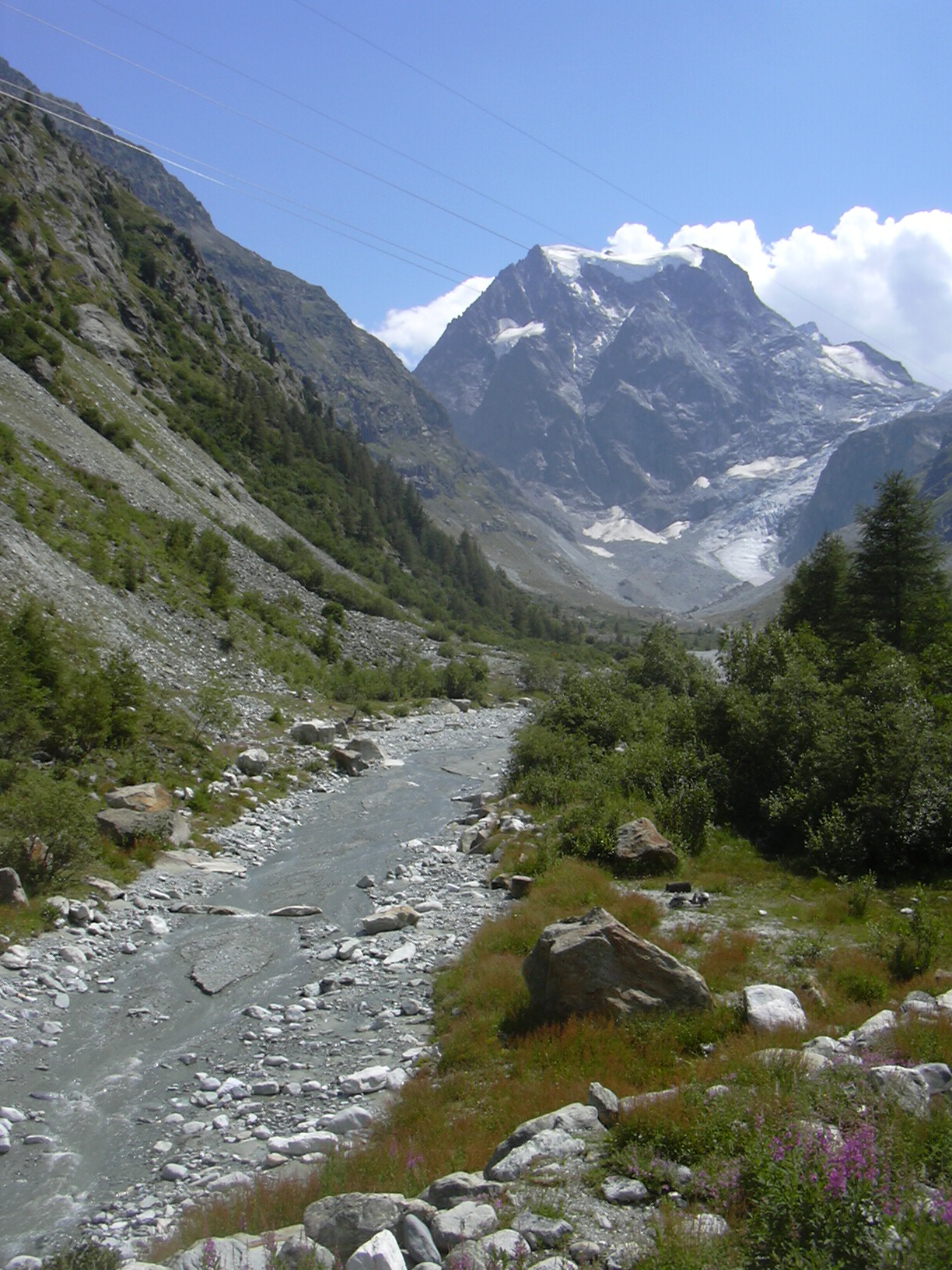
Borgne d’Arolla
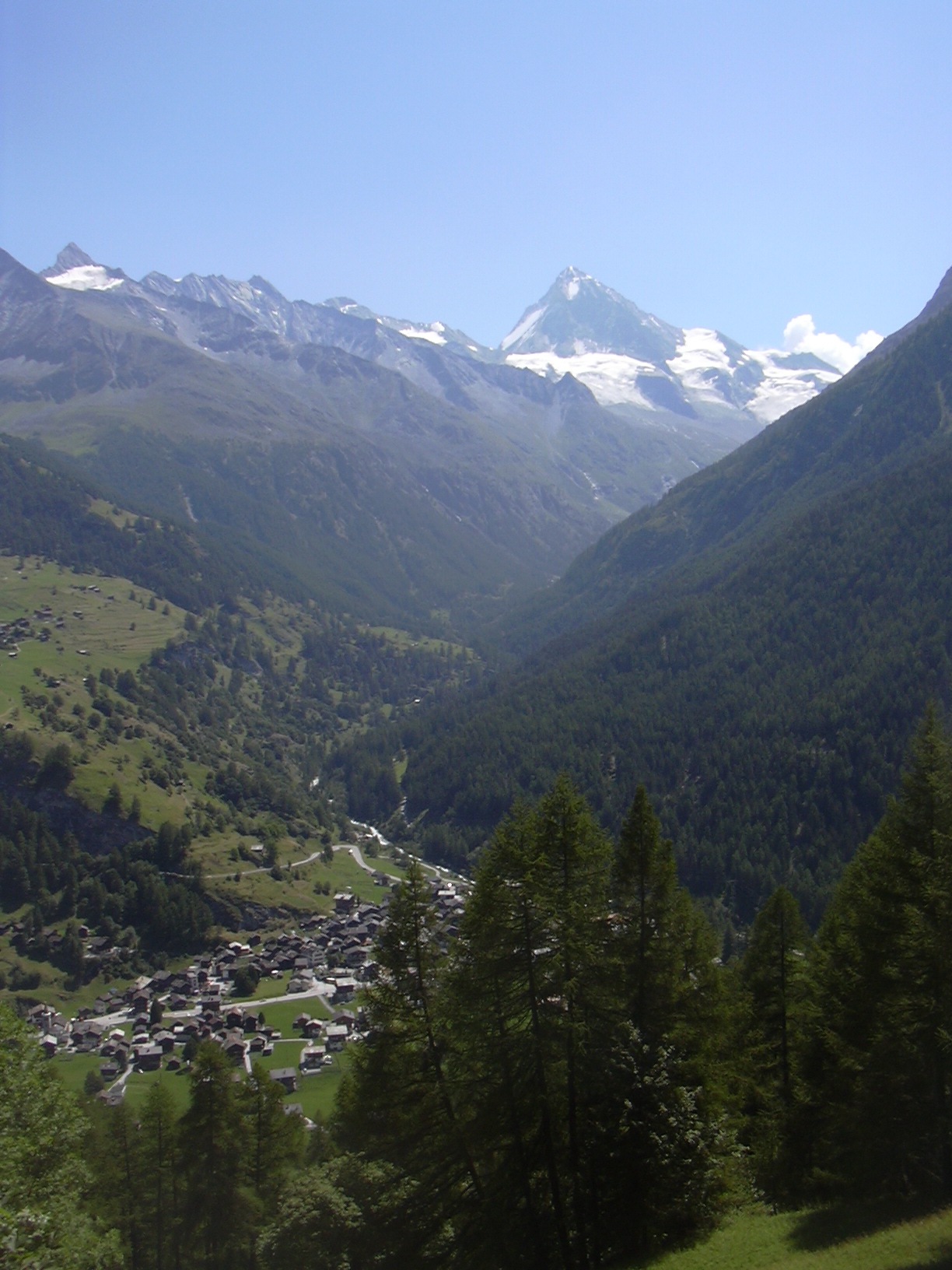
Tal der Borgne de Ferpècle bei Les Haudères mit dem Dent Blanche im Hintergrund.